# Diodonopsis hoeijeri
Diodonopsis hoeijeri är en orkidéart som först beskrevs av Carlyle August Luer och Alexander Charles Hirtz, och fick sitt nu gällande namn av Alec M. Pridgeon och Mark W. Chase. Diodonopsis hoeijeri ingår i släktet Diodonopsis och familjen orkidéer. Inga underarter finns listade i Catalogue of Life.